# Новомосковська волость
Новомосковська волость — історична адміністративно-територіальна одиниця Новомосковського повіту Катеринославської губернії. 
Станом на 1886 рік у складі було 9 поселень, єдина сільська громада. Населення — 8879 осіб (4605 чоловічої статі і 4274 — жіночої), 1340 дворових господарств. 
|                     | Площа, десятин | У тому числі орної, дес. |
| ------------------- | -------------- | ------------------------ |
| Сільських громад    | 18355          | 10500                    |
| Приватної власності | —              | —                        |
| Іншої власності     | 1639           | 100                      |
| Загалом             | 19994          | 10600                    |

Найбільші поселення волості:
- Губинівське — поселення, над річкою  Губинівка, 719 осіб,;
- Воронівка  — селище, 2844 особи;
- Животилівка — передмістя, 2145 особи;
- Перевал — передмістя, 1676 мешканців;
- Поділ — передмістя, 633 мешканці.